# Franz Eiselt
Franz Eiselt (* 8. Mai 1905 in Neugrund bei Sandau; † Oktober 1986) war ein deutscher Landwirt und Funktionär der DDR-Blockpartei CDU und Mitglied des Zentralvorstandes der VdgB. Er war von 1954 bis 1963 Abgeordneter der Volkskammer.

## Leben
Der Sohn eines Waldarbeiters besuchte die Volksschule in Ober-Politz. Von 1919 bis 1922 erlernte er den Beruf des Tischlers und arbeitete anschließend als Tischlergehilfe. Von 1924 bis 1927 arbeitete er als Landarbeiter und übernahm 1927 eine Landwirtschaft von 40 Morgen. Am 26. Dezember 1938 beantragte er die Aufnahme in die NSDAP und wurde rückwirkend zum 1. November desselben Jahres aufgenommen (Mitgliedsnummer 6.649.635). Während des Zweiten Weltkrieges musste er Kriegsdienst in der Wehrmacht leisten.
Nach dem Krieg ging er mit seiner Lebensgefährtin in die Sowjetische Besatzungszone, arbeitete von 1945 bis 1948 als Landarbeiter in der Magdeburger Börde und wurde 1948 Neubauer in Eichenbarleben. Er wurde 1947 Mitglied der neu gegründeten CDU und 1948 der Vereinigung der gegenseitigen Bauernhilfe (VdgB). Er wurde 1950 2. Vorsitzender der CDU-Ortsgruppe Eichenbarleben und Vorsitzender des Ortsausschusses der Nationalen Front. Von 1952 bis 1958 war er Mitglied des Kreisvorstandes Wolmirstedt und ab 1954 des Bezirksvorstandes Magdeburg der CDU. Er war 1952 Mitbegründer und bis 1962 als katholischer Christ der erste Vorsitzende der LPG Typ III „Bördefrieden“ in Eichenbarleben. Eiselt war auch als Funktionär der VdgB (BHG) auf Orts- und Bezirksebene tätig und war von 1954 bis 1963 Mitglied des Zentralvorstandes der VdgB. Er war ab 1955 Mitglied des Kreisausschusses Wolmirstedt der Nationalen Front und ab 1956 Mitglied des GST-Kreisvorstandes. Eiselt wurde am 15. September 1956 auf dem 8. Parteitag zum Mitglied des Hauptvorstandes der CDU gewählt und war Vorsitzender der Arbeitsgemeinschaft Land- und Forstwirtschaft des Hauptvorstandes. Als Abgeordneter vertrat er die CDU von der 2. bis zur 3. Wahlperiode in der Volkskammer.
Beruflich war er zuletzt als Milchprüfer in Eichenbarleben tätig und politisch als Mitglied des CDU-Kreisvorstandes Wolmirstedt aktiv. Eiselt starb im Alter von 81 Jahren.

## Auszeichnungen
- Ehrennadel der Nationalen Front
- 1958 Ehrennadel der CDU
- 1958 Vaterländischer Verdienstorden in Bronze und 1985 in Silber
- 1970 Otto-Nuschke-Ehrenzeichen in Gold